# Пуканкаси
Пуканка́си (рос. Пуканкасы, чув. Пуканкасси) — присілок у складі Вурнарського району Чувашії, Росія. Входить до складу Єрмошкінського сільського поселення.
Населення — 246 осіб (2010; 287 у 2002).
Національний склад:
- чуваші — 100 %